# Ceromya selangor
Ceromya selangor là một loài ruồi trong họ Tachinidae.